# Conseil des créateurs de mode américains
Le Conseil des créateurs de mode américains (Council of Fashion Designers of America, Inc., ou CFDA) est une association à but non lucratif de plus de 350 professionnels de la mode aux États-Unis. Depuis 2009, Diane von Fürstenberg est présidente du groupe et Steven Kolb en est le directeur exécutif.

## Histoire et structures
Fondée en 1962, la CFDA est chargé de promouvoir la mode comme branche de l'art et de la culture américaines, de relever des normes artistiques et professionnelles, de définir un code de pratiques éthiques et de porter un jugement impartial et honnête sur la qualité esthétique des créations. Le CFDA détermine également les dates des deux semaines des défilés de New York.
En plus de décerner annuellement des prix, la CFDA s'est engagée à soutenir le développement des futurs stylistes de l'industrie de la mode américaine. Le CFDA's Educational Initiatives offre un soutien financier pour les élèves des niveaux secondaire, universitaire et post-universitaire. En outre, des sponsors de la CFDA accompagnent ces stylistes dans les premières étapes de leur carrière voire tout au long. La CFDA, à travers la Fondation CFDA mobilise ses membres pour soutenir des causes importantes de bienfaisance : Fashion Targets Breast Cancer (contre le cancer), The CFDA Health initiative et The CFDA-Vogue Initiative for HIV and AIDS (contre le SIDA).
La CFDA annonce en janvier 2018 un partenariat avec l'UBM Fashion afin de contribuer à l'émergence de nouveaux talents dans l'industrie de la mode.

## Prix
Le CFDA organise chaque année une cérémonie de remise de prix qui honore l'excellence en matière de mode. Elle est souvent surnommée « Les Oscars de la mode ». Les candidatures sont soumises par les membres du CFDA et par les publications de mode sélectionnées, les détaillants, et les stylistes. Les lauréats sont annoncés alors du gala Fashion Awards Gala, organisé chaque année au Lincoln Center, à New York.
| Année | Prix Geoffrey Beene   | Prix du vêtement féminin                                                        | Prix du vêtement masculin                                                             | Meilleur espoir pour le prêt-à-porter | Prix international                                                 |
| ----- | --------------------- | ------------------------------------------------------------------------------- | ------------------------------------------------------------------------------------- | --- | ------------------------------------------------------------------ |
| 2017  | Rick Owens            | Raf Simons pour Calvin Klein                                                    | Raf Simons pour Calvin Klein                                                          | Laura Kim et Fernando Garcia pour Monse                                                                                                   | Demna Gvasalia pour Vetements et Balenciaga - - Géorgie            |
| 2016  | Norma Kamali          | Marc Jacobs                                                                     | Thom Browne                                                                           | Brandon Maxwell (prêt-à-porter féminin); Alex Orley, Matthew Orley and Samantha Orley (prêt-à-porter masculin); Paul Andrew (accessoires) | Alessandro Michele pour Gucci - - Italie                           |
| 2015  | Betsey Johnson        | Ashley Olsen et Mary-Kate Olsen, The Row                                        | Tom Ford                                                                              | Shayne Oliver pour Hood By Air (en) (prêt-à-porter masculin) Rosie Assoulin (prêt-à-porter féminin)                                       | Maria Grazia Chiuri et Pierpaolo Piccioli pour Valentino - -Italie |
| 2014  | Tom Ford              | Joseph Altuzarra, Altuzarra                                                     | Dao-Yi Chow et Maxwell Osborne, Public School                                         | Tim Coppens (prêt-à-porter masculin) Shane Gabier et Christopher Peters, Creatures of the Wind (prêt-à-porter féminin)                    | Raf Simons pour Dior - - Belgique                                  |
| 2013  | Vera Wang             | Jack McCollough et Lazaro Hernandez pour Proenza Schouler                       | Thom Browne                                                                           | Dao-Yi Chow and Maxwell Osborne, Public School (prêt-à-porter masculin) Max Osterweis et Erin Beatty, SUNO (prêt-à-porter féminin)        | Riccardo Tisci, Givenchy - -Italie                                 |
| 2012  | Tommy Hilfiger        | Mary-Kate et Ashley Olsen                                                       | Billy Reid                                                                            | Phillip Lim (prêt-à-porter masculin) Joseph Altuzarra (prêt-à-porter féminin)                                                             | Rei Kawakubo pour Comme des Garçons - Japon                        |
| 2011  | Marc Jacobs           | Jack McCollough et Lazaro Hernandez pour Proenza Schouler                       | Michael Bastian                                                                       | Prabal Gurung (prêt-à-porter féminin); Robert Geller (prêt-à-porter masculin); Eddie Borgo (accessoires)                                  | Phoebe Philo pour Céline-France                                    |
| 2010  | Michael Kors          | Marc Jacobs                                                                     | Marcus Wainwright et David Neville pour Rag & Bone                                    | Jason Wu (f) Richard Chai (m) | Christopher Bailey pour Burberry - Royaume-Uni                     |
| 2009  | Anna Sui              | Kate et Laura Mulleavy pour Rodarte                                             | Scott Sternberg for Band of Outsiders et Italo Zucchelli pour Calvin Klein Collection | Alexander Wang | Marc Jacobs pour Louis Vuitton - États-Unis                        |
| 2008  | Carolina Herrera      | Francisco Costa pour Calvin Klein                                               | Tom Ford                                                                              | Kate et Laura Mulleavy (f) Scott Sternberg pour Band of Outsiders (m)                                                                     | Dries Van Noten - Belgique                                         |
| 2007  | Robert Lee Morris     | Oscar de la Renta, et Lazaro Hernandez et Jack McCollough pour Proenza Schouler | Ralph Lauren                                                                          | Phillip Lim (f), David Neville, et Marcus Wainwright pour Rag & Bone                                                                      | Pierre Cardin - France                                             |
| 2006  | Stan Herman           | Francisco Costa pour Calvin Klein                                               | Thom Browne                                                                           | Doo-Ri Chung (f) Jeff Halmos, Josia Lamberto-Egan, Sam Shipley, et John Whitledge pour Trovata (m)                                        | Olivier Theyskens - Belgique pour Rochas                           |
| 2005  | Diane von Fürstenberg | Vera Wang                                                                       | John Varvatos                                                                         | Derek Lam (f) Alexandre Plokhov pour Cloak (m)                                                                                            | Alber Elbaz - Israël Maroc pour Lanvin                             |
| 2004  | Donna Karan           | Carolina Herrera                                                                | Sean Combs pour Sean John                                                             | Zac Posen | Miuccia Prada - Italie                                             |
| 2003  | Anna Wintour          | Narciso Rodriguez                                                               | Michael Kors                                                                          | Lazaro Hernandez et Jack McCollough pour Proenza Schouler                                                                                 | Alexander McQueen - Royaume-Uni                                    |
| 2002  | Karl Lagerfeld        | Narciso Rodriguez                                                               | Marc Jacobs                                                                           | Rick Owens | Hedi Slimane - France pour Dior Homme                              |
| 2001  | Calvin Klein          | Tom Ford                                                                        | John Varvatos                                                                         | Daphne Gutierrez et Nicole Noselli pour Bruce (f) William Reid (m)                                                                        | Nicolas Ghesquière pour Balenciaga - France                        |
| 2000  | Valentino             | Oscar de la Renta                                                               | Helmut Lang                                                                           | Miguel Adrover (f) John Varvatos (m) | Jean Paul Gaultier - France                                        |
| 1999  | Yves Saint Laurent    | Michael Kors                                                                    | Calvin Klein                                                                          | | Yohji Yamamoto - Japon                                             |
| 1997  | Geoffrey Beene        | Marc Jacobs                                                                     | John Bartlett                                                                         | | John Galliano pour Dior - Royaume-Uni                              |
| 1991  | Ralph Lauren          | Isaac Mizrahi                                                                   | Roger Forsythe                                                                        | | Karl Lagerfeld pour Chanel - France                                |
| 1990  | Martha Graham         | Donna Karan                                                                     | Joseph Abboud                                                                         | |                                                                    |
| 1989  | Oscar de la Renta     | Isaac Mizrahi                                                                   | Joseph Abboud                                                                         | |                                                                    |
| 1988  | Nancy Reagan          |                                                                                 | Bill Robinson                                                                         | |                                                                    |
| 1987  | Giorgio Armani        |                                                                                 | Ronaldus Shamask                                                                      | |                                                                    |
| 1986  | Bill Blass            |                                                                                 |                                                                                       | |                                                                    |
| 1985  | Katharine Hepburn     |                                                                                 |                                                                                       | |                                                                    |
| 1984  | James Galanos         |                                                                                 |                                                                                       | |                                                                    |

Légende
- f : vêtements féminins
- m : vêtements masculins

## Présidents du Conseil
| Nom                   | Entrée en fonction | Fin de fonctions |
| --------------------- | ------------------ | ---------------- |
| Oscar de la Renta     | 1973               | 1976             |
| ?                     | 1976               | 1986             |
| Oscar de la Renta     | 1986               | 1988             |
| ?                     | 1988               | 2009             |
| Diane von Fürstenberg | 2009               | 2019             |
| Tom Ford              | 2019               |                  |